# Imagina van Westerburg
Imagina van Westerburg  († 27 juni 1388), Duits: Imagina von Westerburg, was een Duitse adellijke vrouw uit het Huis Runkel en door huwelijk gravin van Nassau-Beilstein.

## Biografie
Imagina was de dochter van heer Siegfried I van Westerburg en Adelheid van Solms. Imagina huwde ca. 1339 met graaf Hendrik I van Nassau-Beilstein (ca. 1307 – 24 februari 1378 (1380?)), de tweede zoon van graaf Hendrik I van Nassau-Siegen en Adelheid van Heinsberg en Blankenberg, Het huwelijk van Imagina en Hendrik was tegen de wil van Hendriks vader en broer. Hendriks broer Otto sloot een verbond met landgraaf Herman I van Hessen tegen Hendrik. Door bemiddeling van de graven Gerlach I van Nassau en Dirk III van Loon-Heinsberg kon een verzoening bereikt worden. Op 18 juni 1341 sloten Otto en Hendrik een delingsverdrag voor het graafschap van hun vader waarbij Hendrik Beilstein, Mengerskirchen, Eigenberg, Liebenscheid en de heerlijkheid Westerwald met de plaatsen Emmerichenhain, Marienberg en Neukirch werden toegezegd.
Hendrik volgde in 1343 zijn vader op overeenkomstig het gesloten verdelingsverdrag met zijn broer Otto. Een op 24 januari 1344 hernieuwde deling met Otto na het overlijden van hun vader bracht geen wezenlijke veranderingen in de bezittingen.
Hendrik en Imagina resideerden overwegend op de Burcht Beilstein. Het relatief kleine graafschap bood slechts geringe inkomsten. Al in 1344 moest Hendrik de Burcht Liebenscheid aan de heren van Haiger verpanden. Zijn regering was niet erg roemvol, want hij stak zich keer op keer in de schulden, waarbij Imagina met hem wedijverde. Daarom moest hij talrijke bezittingen en landgoederen verkopen en verpanden.
Hendrik overleed vermoedelijk op 24 februari 1378 en werd opgevolgd door zijn zoons Hendrik II en Reinhard. Imagina overleefde haar echtgenoot tien jaar en overleed op 27 juni 1388.

## Kinderen
Uit het huwelijk van Imagina en Hendrik werden de volgende kinderen geboren:
1. Hendrik II († kort na 12 oktober 1412), volgde zijn vader op.
2. Reinhard († tussen 30 december 1414 en 17 april 1418), volgde zijn vader op.
3. Adelheid († 1365), huwde 1355 met Harmut IV van Cronberg († mei 1369).[5]

## Voorouders
| Voorouders van Imagina van Westerburg | Voorouders van Imagina van Westerburg                                           | Voorouders van Imagina van Westerburg                                           | Voorouders van Imagina van Westerburg                                           | Voorouders van Imagina van Westerburg                                           | Voorouders van Imagina van Westerburg                          | Voorouders van Imagina van Westerburg                          | Voorouders van Imagina van Westerburg                          | Voorouders van Imagina van Westerburg                          |
| ------------------------------------- | ------------------------------------------------------------------------------- | ------------------------------------------------------------------------------- | ------------------------------------------------------------------------------- | ------------------------------------------------------------------------------- | -------------------------------------------------------------- | -------------------------------------------------------------- | -------------------------------------------------------------- | -------------------------------------------------------------- |
| Betovergrootouders                    | Siegfried III van Runkel (?–1226) ⚭ na 1220 ? (?–?)                             | ? (?–?) ⚭ ? (?–?)                                                               | Hendrik I van Isenburg-Cleeberg (?–vóór 1227) ⚭ Irmingard (?–1213/18)           | Hendrik van Blieskastel (?–1237) ⚭ vóór 1225 Agnes van Sayn (?–1259)            | ? (?–?) ⚭ ? (?–?)                                              | ? (?–?) ⚭ ? (?–?)                                              | ? (?–?) ⚭ ? (?–?)                                              | ? (?–?) ⚭ ? (?–?)                                              |
| Overgrootouders                       | Siegfried IV van Runkel (?–1266/67) ⚭ ? (?–?)                                   | Siegfried IV van Runkel (?–1266/67) ⚭ ? (?–?)                                   | Gerlach I van Isenburg-Limburg (?–1289) ⚭ Imagina van Blieskastel (?–vóór 1298) | Gerlach I van Isenburg-Limburg (?–1289) ⚭ Imagina van Blieskastel (?–vóór 1298) | ? (?–?) ⚭ ? (?–?)                                              | ? (?–?) ⚭ ? (?–?)                                              | ? (?–?) ⚭ ? (?–?)                                              | ? (?–?) ⚭ ? (?–?)                                              |
| Grootouders                           | Hendrik I van Westerburg (?–1288) ⚭ 1267 Agnes van Isenburg-Limburg (?–na 1319) | Hendrik I van Westerburg (?–1288) ⚭ 1267 Agnes van Isenburg-Limburg (?–na 1319) | Hendrik I van Westerburg (?–1288) ⚭ 1267 Agnes van Isenburg-Limburg (?–na 1319) | Hendrik I van Westerburg (?–1288) ⚭ 1267 Agnes van Isenburg-Limburg (?–na 1319) | ? (?–?) ⚭ ? (?–?)                                              | ? (?–?) ⚭ ? (?–?)                                              | ? (?–?) ⚭ ? (?–?)                                              | ? (?–?) ⚭ ? (?–?)                                              |
| Ouders                                | Siegfried I van Westerburg (?–1315) ⚭ Adelheid van Solms (?–?)                  | Siegfried I van Westerburg (?–1315) ⚭ Adelheid van Solms (?–?)                  | Siegfried I van Westerburg (?–1315) ⚭ Adelheid van Solms (?–?)                  | Siegfried I van Westerburg (?–1315) ⚭ Adelheid van Solms (?–?)                  | Siegfried I van Westerburg (?–1315) ⚭ Adelheid van Solms (?–?) | Siegfried I van Westerburg (?–1315) ⚭ Adelheid van Solms (?–?) | Siegfried I van Westerburg (?–1315) ⚭ Adelheid van Solms (?–?) | Siegfried I van Westerburg (?–1315) ⚭ Adelheid van Solms (?–?) |